# Samsung S5260 Star II
Star II - (inne nazwy: S5260, Avila II) to telefon komórkowy firmy Samsung; producent poinformował o premierze tego modelu w dniu 24 lutego 2011, jednak dokładna specyfikacja na stronie producenta znajdowała się już dużo wcześniej.

## Opis
S5260 jest następcą modelu GT-Avila S5230 (około 30 milionów egzemplarzy). Producent nie zastosował dużych zmian, przekonany o tym, że Star II osiągnie duży sukces. Największymi zmianami objęto obudowę, która jest teraz znacznie większa. Telefon posiada ekran pojemnościowy z zablokowaną funkcją Multi-Touch. Natomiast we "wnętrzu" dodano łączność IEEE 802.11 (Wi-Fi) o standardach b/g/n. Zmieniono także wyjście słuchawkowe; w tym modelu jest to zwykłe gniazdo 3.5 mm. System operacyjny jest producenta, jednak Samsung wyposażył S5260 w TouchWiz 3.0.